# Educação no Vietname
A Educação no Vietname é dividida em cinco níveis: pré-escolar, ensino fundamental, ensino secundário, ensino médio e ensino superior.
A educação formal é composta por doze anos de educação básica. A educação básica é composta por cinco anos de ensino básico, quatro anos de ensino médio, e três anos do ensino secundário. A maioria dos estudantes da educação básica estão matriculados em uma base de ensino integral. A educação é administrada pelo Ministério da Educação e Formação.
O principal objetivo da educação no Vietnã é melhorar o conhecimento geral, qualidade dos recursos humanos das pessoas e promoção de talentos.
A educação do Vietnã está passando por uma reformulação no seu sistema de ensino, a fim de preparar os alunos para o papel crescente do uso do inglês como língua de negócios, bem como a importância da internacionalização do sistema de ensino para manter o rápido crescimento econômico das últimas duas décadas.

## Tipos de estabelecimento de ensino
Quanto à propriedade, conforme previsto no artigo 44 da Lei de Educação do Vietnã, há quatro tipos de estabelecimentos de ensino:
- Estabelecimentos de ensino públicos: estabelecido e monitorado pelo Estado. O Estado também nomeia os seus administradores. O Estado investe em infraestrutura e aloca recursos para as suas tarefas de gastos regulares.
- Estabelecimentos de ensino semi-públicos: criadas pelo Estado com base na mobilização de organizações e indivíduos na sociedade para investir em conjunto em infraestrutura.
- Estabelecimentos de ensino fundamentados: Organizações sociais ou econômicas que atuam mediante autorização do Estado na criação de uma instituição com orçamento de capital não estatal.
- Estabelecimentos de ensino privados: indivíduos ou grupos de indivíduos que solicitam a permissão do Estado para estabelecer e investir na instituição por si mesmos.